# Black America Again
Black America Again è l'undicesimo album in studio del rapper statunitense Common, pubblicato nel 2016.

## Tracce
1. Joy and Peace (featuring Bilal) – 2:40
2. Home (featuring Bilal) – 3:31
3. Word from Moe Luv Interlude – 0:40
4. Black America Again (featuring Stevie Wonder) – 6:09
5. Love Star (featuring Marsha Ambrosius & PJ) – 5:09
6. On a Whim Interlude – 0:41
7. Red Wine (featuring Syd & Elena) – 4:35
8. Pyramids – 3:30
9. A Moment in the Sun Interlude – 0:51
10. Unfamiliar (featuring PJ) – 3:58
11. A Bigger Picture Called Free (featuring Syd & Bilal) – 4:38
12. The Day Women Took Over (featuring BJ the Chicago Kid) – 5:16
13. Rain (featuring John Legend) – 4:08
14. Little Chicago Boy (featuring Tasha Cobbs) – 6:37
15. Letter to the Free (featuring Bilal) – 4:24